# 新米爾福德 (康乃狄克州)
新米爾福德（英語：New Milford）是一個位於美國康乃狄克州利奇菲爾德縣的城鎮。

## 地理
新米爾福德的座標為41°34′37″N 73°24′30″W / 41.57694°N 73.40833°W，而該地的平均海拔高度為72米（即236英尺）。

## 人口
根據2010年美國人口普查的數據，新米爾福德的面積為165.00平方千米，當中陸地面積為159.50平方千米，而水域面積為5.50平方千米。當地共有人口28,142人，而人口密度為每平方千米170人。